# Lonč
Lonč (nemško Deutschlandsberg) je mesto z okoli 12.000 prebivalci na Avstrijskem Štajerskem. 